# Kabilasi (Sarlahi)
Pour les articles homonymes, voir Kabilasi.
Kabilasi (en népalais : कबिलासी) est un comité de développement villageois du Népal situé dans le district de Sarlahi. Au recensement de 2011, il comptait 11 960 habitants.